# Biblioteka Publiczna Miasta i Gminy w Pogorzeli

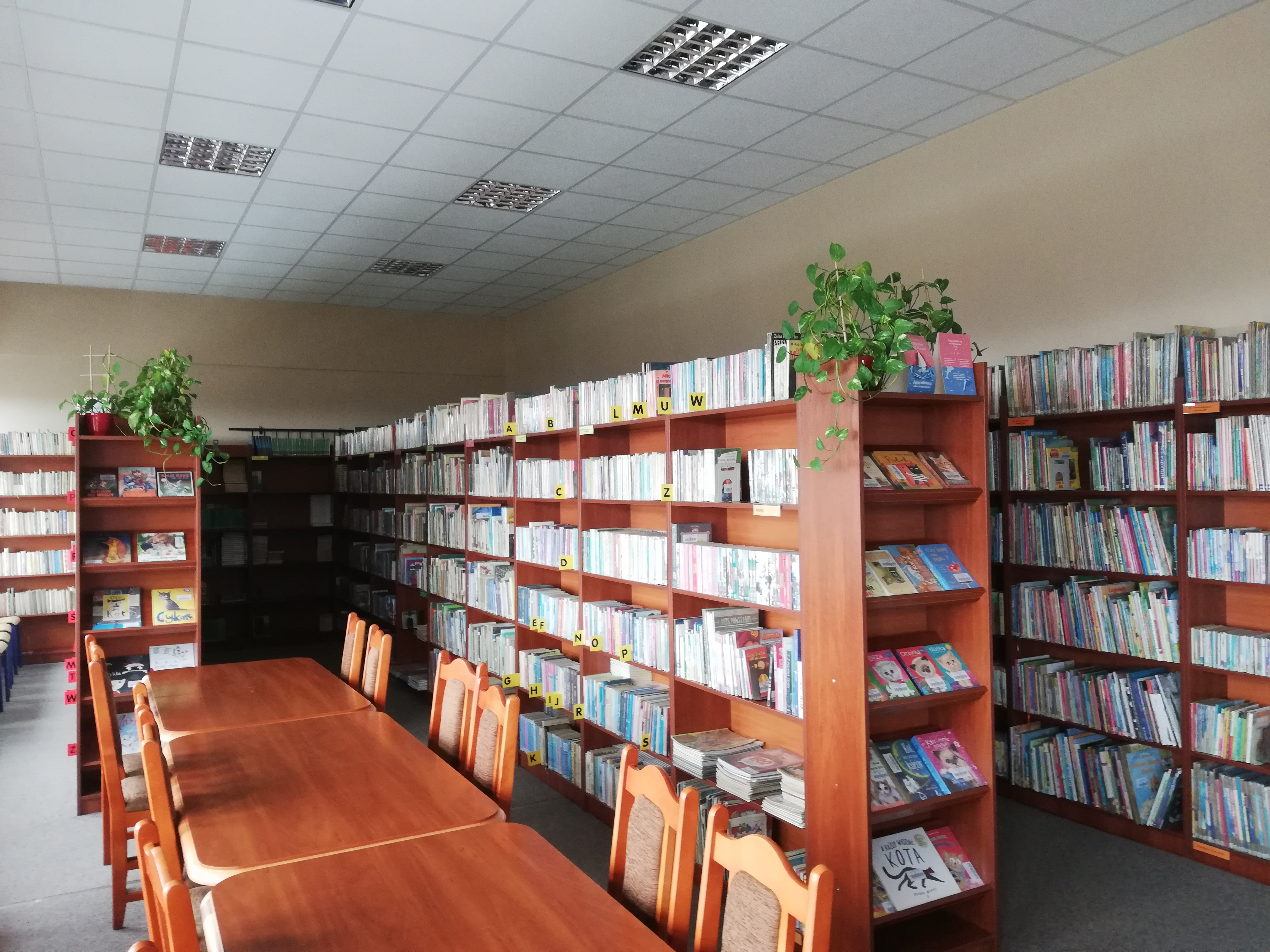
Wypożyczalnia dla dzieci i młodzieży

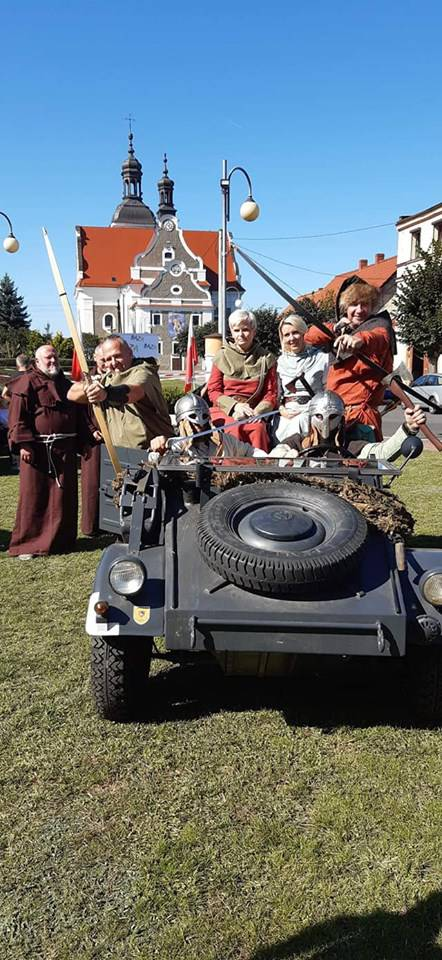
"Pogorzela Total War" - 600-lecie miasta

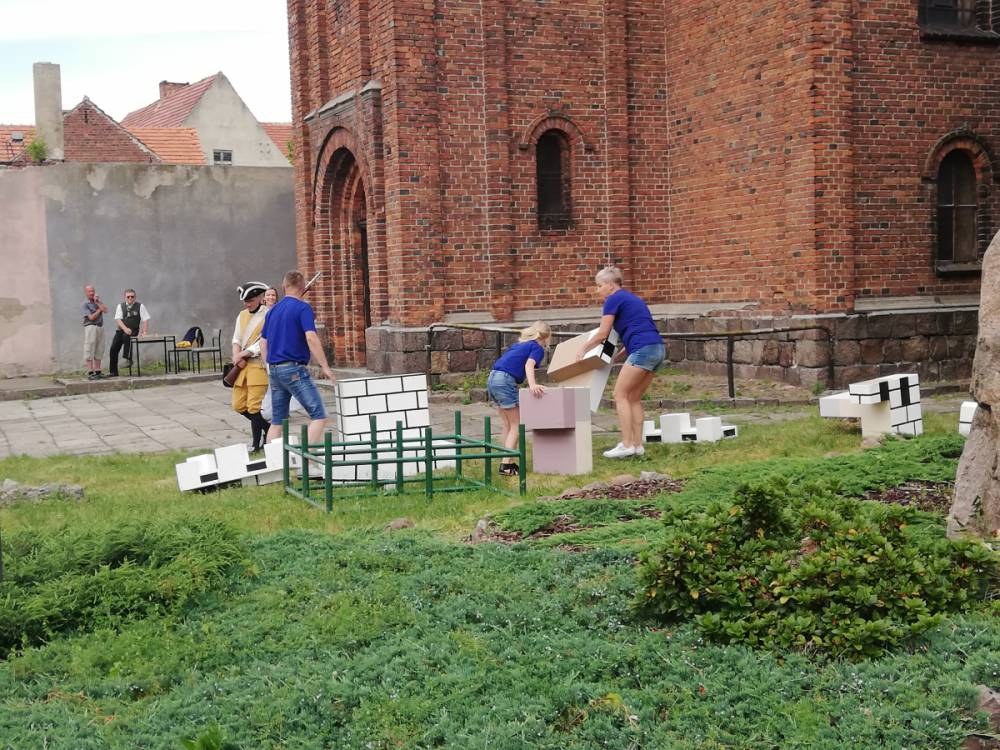
"Odkryj Pogorzelę!" I edycja gry miejskiej

Biblioteka Publiczna Miasta i Gminy w Pogorzeli – samorządowa instytucja kultury leżąca w województwie wielkopolskim, w powiecie gostyńskim w gminie Pogorzela. Zajmuje się gromadzeniem, opracowywaniem i udostępnianiem materiałów bibliotecznych, promocją czytelnictwa oraz historią regionalną, współtworzy imprezy kulturalne.

## Historia
Instytucję utworzono w grudniu 1947 roku jako Miejską Bibliotekę Publiczną z siedzibą w ratuszu miejskim w Pogorzeli. W 1949 roku powołano odrębną placówkę czytelniczą pod nazwą Gromadzka Biblioteka Publiczna dla gminnych wiosek. Mieściła się ona na ulicy Krobskiej w budynku Gromadzkiej Rady Narodowej. W kwietniu 1970 roku Uchwałą Rady Miejskiej i Gromadzkiej Rady Narodowej połączono Miejską i Gromadzką Bibliotekę Publiczną w jedną jednostkę zwaną odtąd Biblioteką Publiczną Miasta i Gminy w Pogorzeli. Aktualnie siedziba biblioteki mieści się na II piętrze Miejsko-Gminnego Ośrodka Kultury w Pogorzeli, gdzie została przeniesiona w 1965 roku.

## Kierownicy biblioteki
Instytucją kierowali:
- Stanisław Tuszyński (1948-1950)

- Józef Gazda (1950-1951)

- Maria Bochenek (1951-1953)

- Halina Drobnik  (1953-1994)

- Jadwiga Fabisiak (1994-2002)

- Renata Tuszyńska (2002-)[3]

## Działalność
Zbiory książkowe biblioteki znajdują się w katalogu SOWASQL, z możliwością internetowej rezerwacji książek. Biblioteka zajmuje się gromadzeniem i opracowywaniem materiałów związanych z historią regionu. Biblioteka zainicjowała akcję skierowaną do mieszkańców gminy "Pogorzela w obiektywie", której celem jest przygotowanie kroniki zdjęć dokumentujących ludzi i miejsca związane z regionem. Placówka znajduje się w Otwartym Systemie Archiwizacji, gdzie publikuje zdjęcia, pocztówki oraz dokumenty dotyczące historii gminy. Biblioteka organizuje spotkania autorskie, imprezy kulturalne i historyczne, gry miejskie oraz podejmuje akcje związane z promocją czytelnictwa.